# Варварівка (Павлоградський район)
Варва́рівка — село в Україні, у Юр'ївській селищній громаді Павлоградського району Дніпропетровської області. Населення за переписом 2001 року — 1450 осіб.

## Географія
Село розташоване на лівому березі Малої Тернівки, вище за течією примикає селище Юріївка, нижче за течією на відстані 3 км розташоване село Вербуватівка, на протилежному березі — села Весела Гірка та Призове. Селом тече майже пересохлий струмок із загатою. Через село пролягають автошлях територіального значення Т 2107 та залізнична лінія Лозова — Павлоград I, на якій знаходиться однойменна станція.

## Історія
Часом заснування Варварівки дослідники-краєзнавці вважають XVII століття. Перша письмова згадка про це поселення датується 1744 роком. У Варварівці тоді проживало 143 осіб.
Стосовно назви Варварівка існує версія, що на цій території проживала поміщиця Варвара, яка керувала будівництвом залізниці до міста Лозова у 1903 році.
Станом на 1886 рік перебувало у складі Юр'ївської волості Павлоградського повіту Катеринославської губернії. В селі мешкало 187 осіб, налічувалось 36 домогосподарств, постоялий двір.
Під час організованого радянською владою Голодомору 1932—1933 років померло щонайменше 61 мешканців Варварівки.
Під чам Другої світової війни загинуло 97 жителів села. Уродженцями Варварівки є Герой Радянського Союзу Олександр Олексійович Артамонов, оспіваний у пісні В. Баснера та М. Матусовського «На безіменній висоті», Герой Радянського Союзу літун Олексій Леонтійович Кривонос та літун, Герой Радянського Союзу, учасник параду Перемоги 1945 року в Москві на Червоній площі Семен Зіновійович Калініченко.
У довоєнні часи село Варварівка мало високий рівень життя. У 1938 році Варварівка отримала статус селища міського типу. У післявоєнні роки, особливо у 1970-х роках, набула значного промислового розвитку. Саме на території села Варварівка знаходився колгосп «Перемога», районна станція технічного обслуговування, заготзерно, овочева база, вугільний склад, Юр'ївське СМУ, Юр'ївський асфальтно-бетонний завод — 2 шт., міжколгоспний комбікормовий завод, бурякоприймальний пункт, відділення районної сільгоспхімії, газорозподільча станція, маслозавод, нафтобаза, сільпо, залізнична станція, дільнична ветлікарня, відділ районного заготскотини.
24 квітня 2003 року населенному пункту змінено статус на село.
У 2016—2020 роках село перебувало у складі Варварівської сільської громади.
12 червня 2020 року, відповідно до розпорядження Кабінету Міністрів України № 709-р «Про визначення адміністративних центрів та затвердження територій територіальних громад Дніпропетровської області», село увійшло до складу Юр'ївської селищної громади.
19 липня 2020 року, в результаті адміністративно-територіальної реформи та ліквідації Юр'ївського району, село увійшло до складу новоутвореного Павлоградського району.

## Населення

### Мова
Розподіл населення за рідною мовою за даними :
| Мова            | Кількість | Відсоток |
| --------------- | --------- | -------- |
| українська      | 1354      | 93,38 %  |
| російська       | 57        | 3,93 %   |
| ромська         | 26        | 1,79 %   |
| вірменська      | 10        | 0,69 %   |
| румунська       | 2         | 0,14 %   |
| інші/не вказали | 1         | 0,07 %   |
| Всього:         | 1450      | 100 %    |

## Соціально-культурна сфера
- Варварівський ліцей Юр'ївської селищної ради.
- Дитячий дошкільний навчальний заклад «Ластівка».
- Амбулаторія.
- Будинок культури.

## Економіка
В селі діє залізнична станція, філія Павлоградського райавтодору, філія Західно-Донбаської ОДПІ, АЗС, ТОВ «Павлоградзернопродукт», газорозподільча станція, ТОВ «Варварівський елеватор», ТОВ «Агрохімциклон», ТОВ «Юр'ївський райагробуд», ТОВ «Нібулон»; фермерські господарства: «Зоря», «Тандем-Агро», «Онікс-1», «Карадаг», «Ксенія», «Колос», «ЮАЛ», «Велес» та 27 одноосібників.

## Пам'ятки
Одна братська могила радянських воїнів, одна братська могила місцевих мешканців — жерт нацизму знаходиться в центрі села біля клубу.
18 вересня 1943 року Варварівка була остаточно звільнена частинами Червоної армії, зокрема, 100-окремою моторною понтонно-мостовою бригадою. Убиті при звільненні воїни були поховані на місці бою.
У 1959 році останки 115 воїнів (прізвища невідомі), які загинули в боях у лютому і вересні 1943 року були перенесені в центр села і поховані в братській могилі поряд з могилою мирних жителів страчених німецькими окупантами. В тому ж році було встановлено скульптуру «Воїн з прапором».
У 1995 році під час проведення конференції по відродженню Юр'ївського району скульптуру «Воїн  з прапором» замінено на металевий пілон. 
У 2014 році проведено реконструкцію пам'ятки, у ході якої відновили контури двох братських могил, пілон замінено на стелу та встановлені меморіальні дошки.
Написи на меморіальних дошках:
1. Тут поховані радянські воїни, які загинули під час визвольних боїв у с. Варварівка.
2. Куди б не йшов, не їхав ти, а при шляху спинись, могилі тихій, дорогій всім серцем поклонись чи ти рибалка, чи пастух запам'ятай: отут лежить твій найдорожчий друг. Для тебе він, для мене він зробив усе, що зміг, себе в бою не пожалів, а рідний край зберіг.
3. Тут поховані мирні жителі с. Варварівка, розстріляні нацистськими окупантами.

Прізвища страчених мирних жителів:
1. Антонов Мефодій Мефодійович
2. Бербенець Іван Савович
3. Діжечка Іван Кирилович
4. Дорофєєва Марія Аніканівна
5. Ільїна Марія Павлівна
6. Косий Іван Мусійович
7. Коценко Андрій Іванович
8. Кульпін Тарас Семенович
9. Маловік Кирило Якович
10. Маловік Мартин Якович
11. Маловік Олександр Якович
12. Орел Максим Іванович
13. Парщюк Федір Андріянович
14. Педосенко Василь Данилович
15. Філатова Наталія Петрівна

Поховання та територія пам'ятки упорядковані. В селі встановлено пам'ятник Герою Радянського Союзу Олександру Артамонову.

Військовий меморіал
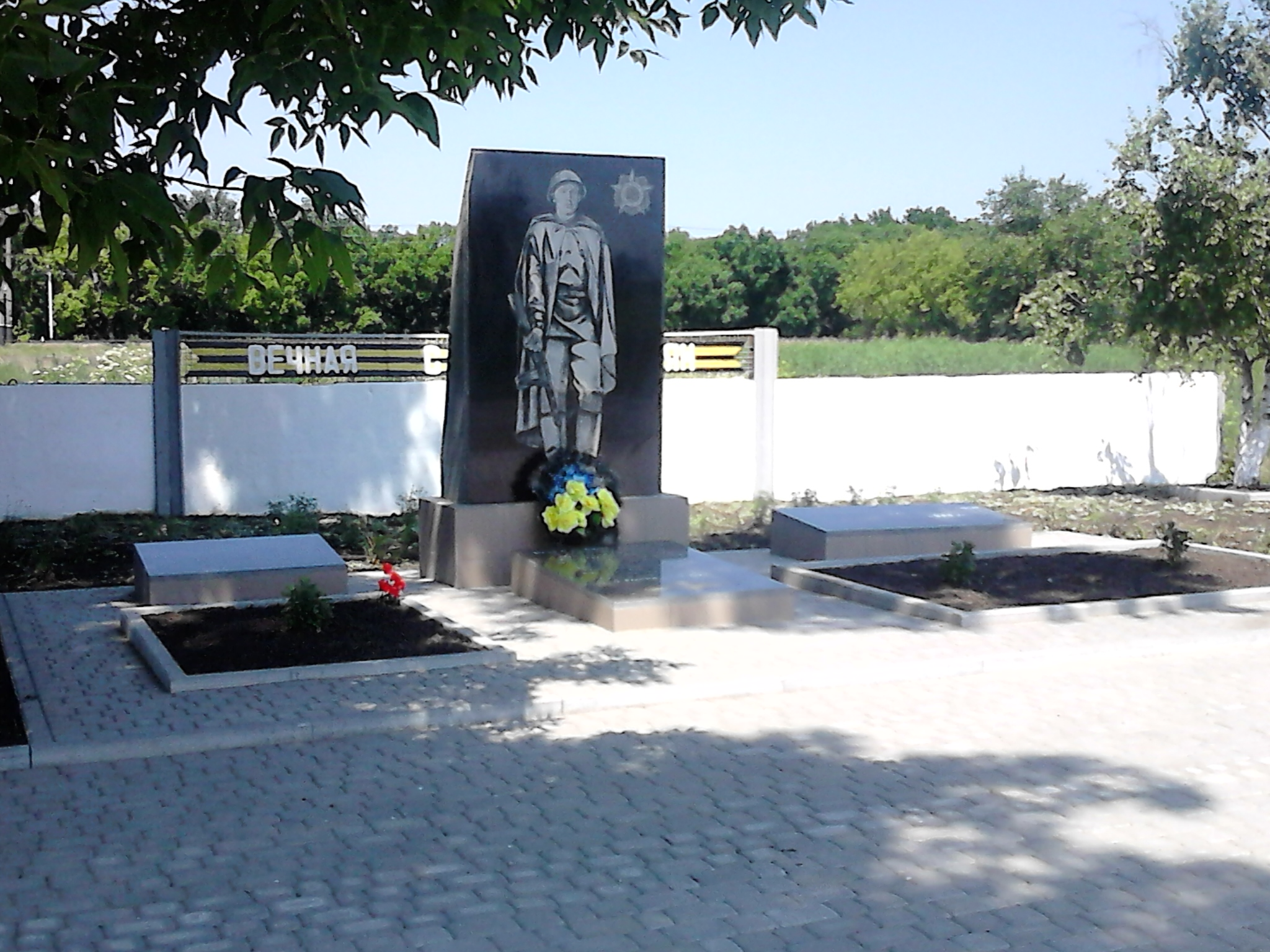
Меморіал жертвам нацизму
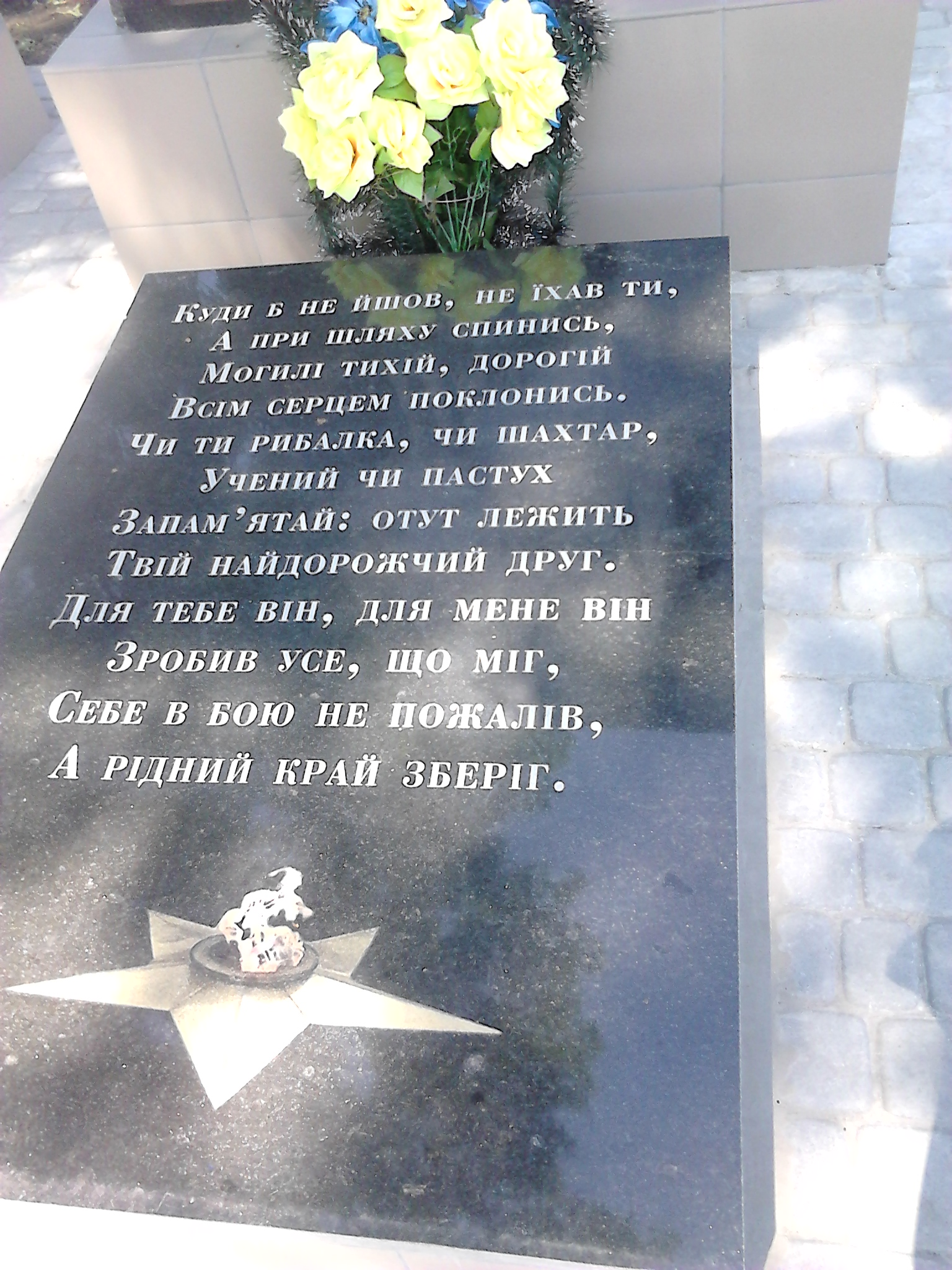
Меморіальна дошка
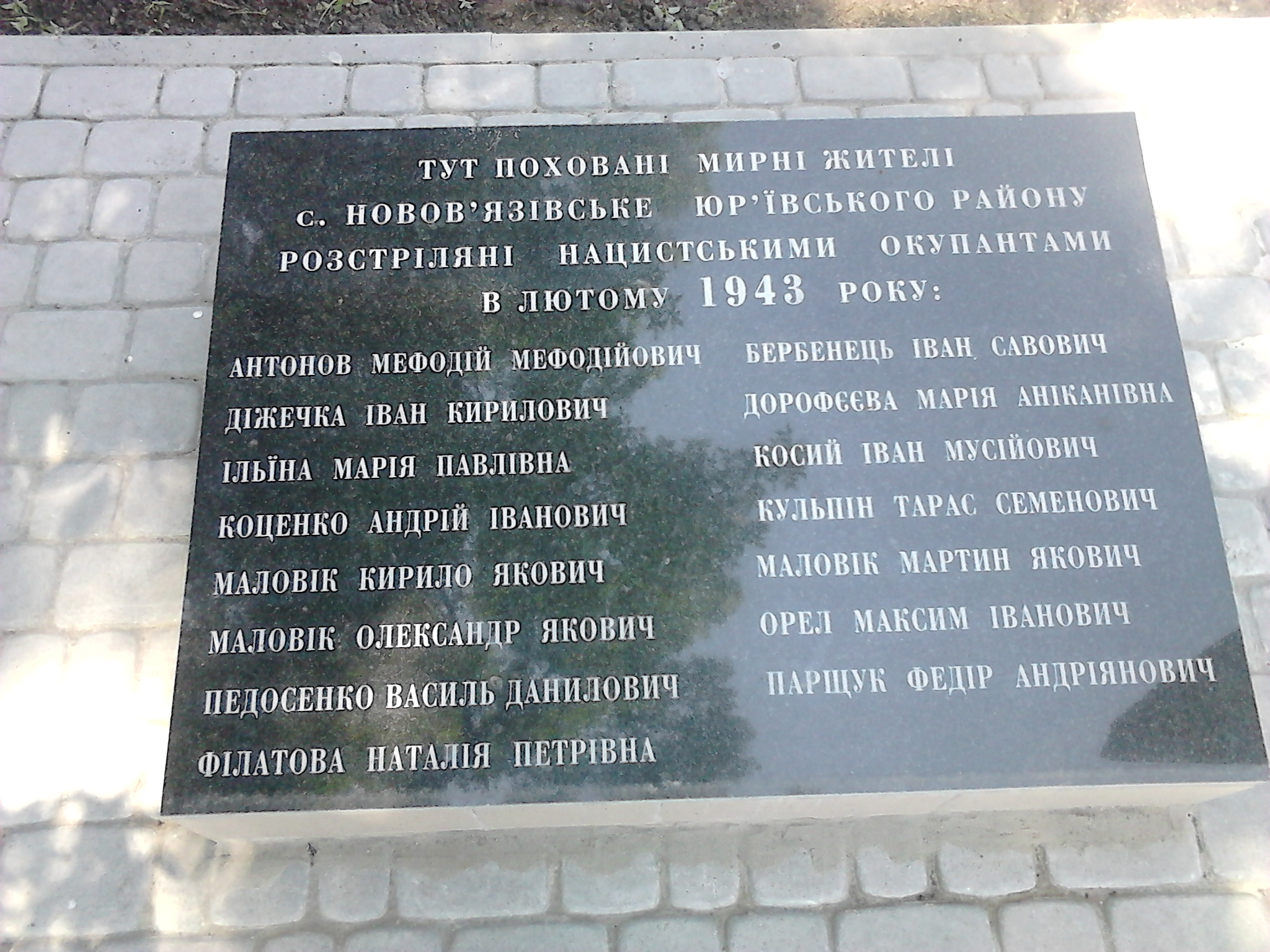
Меморіальна дошка з переліком прізвищ страчених мирних жителів
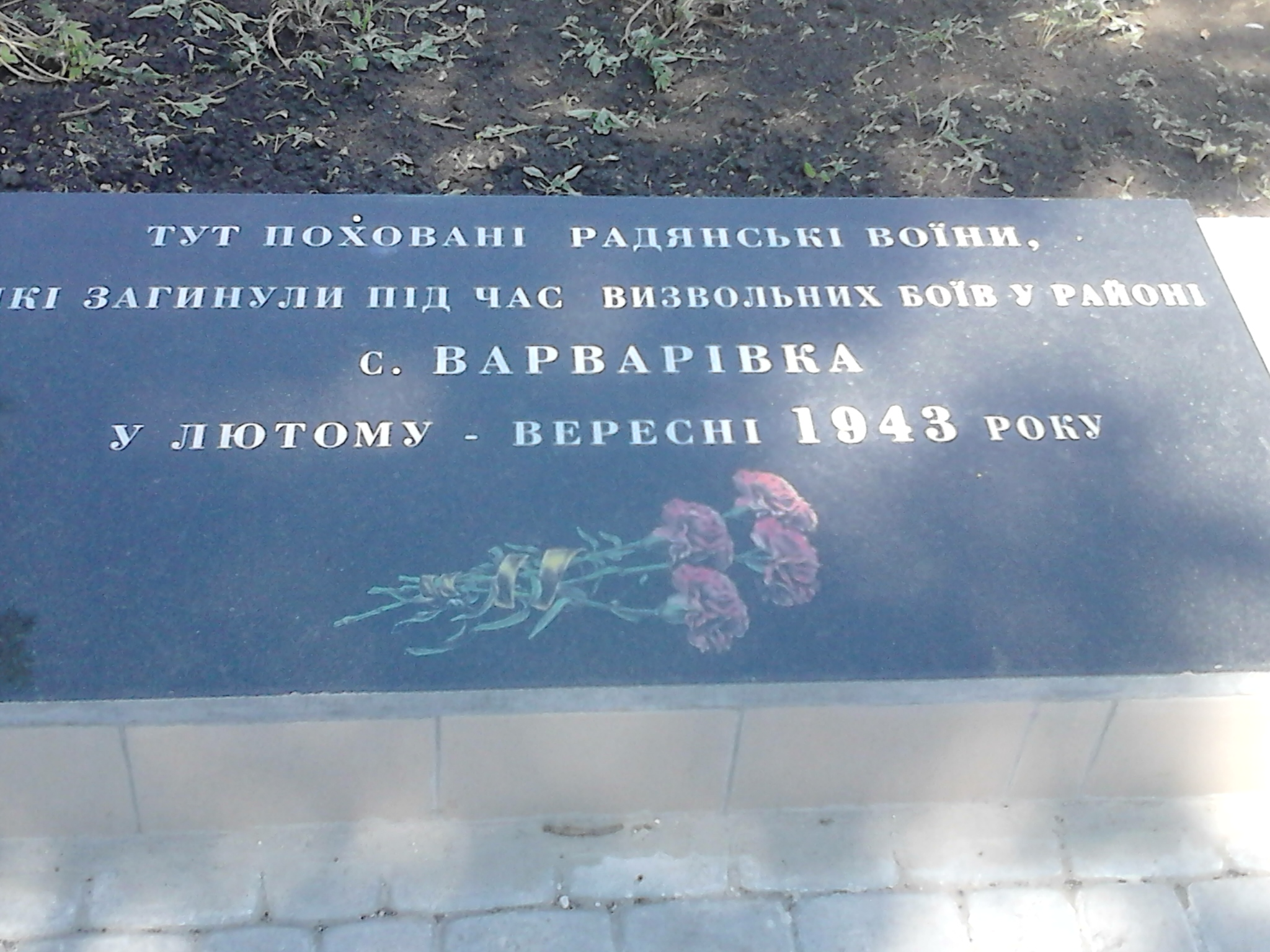
Меморіальна дошка праворуч від братської могили